# Brzeżno
Brzeżno (niem. Briesen; do 26 września 1993 Brzeźno) – wieś w Polsce położona w województwie zachodniopomorskim, w powiecie świdwińskim, w gminie Brzeżno. Jest siedzibą tejże gminy (do końca 1993 gmina Brzeźno).

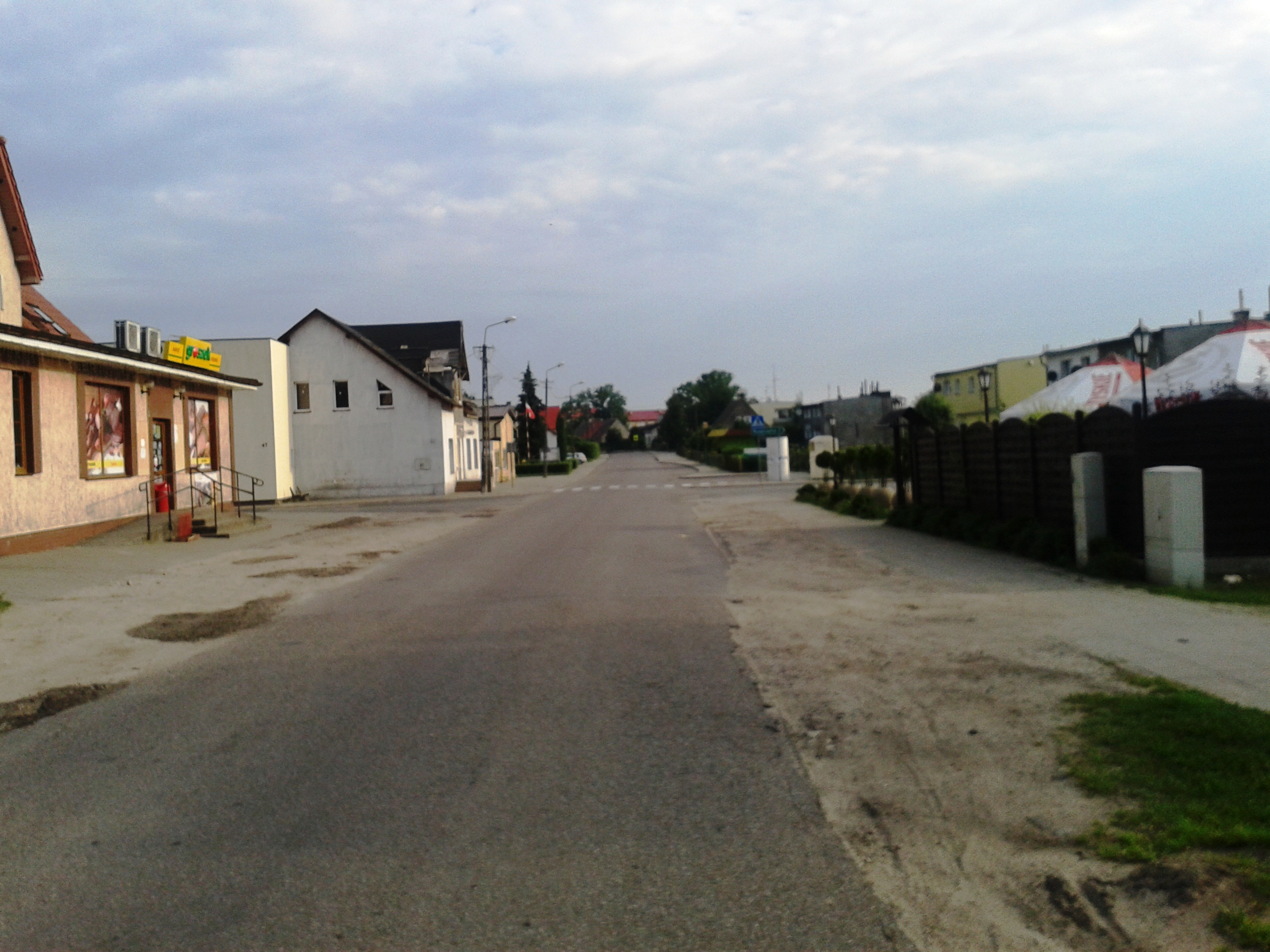
Brzeżno – widok

## Informacje ogólne
Miejscowość jest siedzibą Gminnego Ośrodka Kultury i Biblioteki Gminnej, a także parafii pw. Wniebowstąpienia Pańskiego. Znajduje się w niej także jedyna w gminie Szkoła Podstawowa im. kard. Ignacego Jeża. 
Przez wieś przebiega droga wojewódzka nr 162. 

## Etymologia nazwy
Dawna nazwa miejscowości pochodzi od przymiotnika "brzozowy" i oznacza miejsce zalesione tymi drzewami.

## Historia
Miejscowość była własnością księcia dymińskiego Warcisława III. Po jego śmierci w 1264 roku, książę szczeciński Barnim I nadał Świdwin i okoliczne wsie, także Brzeźno, zakonnikom.
W 1278 roku ziemie te kupili margrabiowie brandenburscy, tworząc peryferie Nowej Marchii. 
W 1317 roku margrabia Waldemar oddał te tereny pod zastaw biskupowi kamieńskiemu, lecz nie wiadomo czy margrabia odebrał ziemię po spłaceniu długu, czy była ona lennem. W 1319 roku Waldemar sprzedał te okolice Wedegonowi von Wedel.
Najstarsza wzmianka o Brzeźnie pochodzi z 1318 roku, kiedy to w dokumentach wymieniono szlachcica Rübbena z Brzeźna, który zgodził się z Radą Miejską Świdwina, że pierwszy młyn położony za Hammerholz przy drodze do Koszanowa wniesie rocznie 6 miarek żyta i 6 miarek słodu na rzecz miasta.
W lutym 1385 roku wójtem krzyżackim został Kasper z Brzeźna, rok później przyznał on 5 włók ziemi kościołowi w Świdwinie.
W 1499 roku na mocy listu lennego wystawionego przez księcia Joachima i margrabiego Albrechta m.in. Brzeźno stało się lennem Günthera z Brzeźna.
W 1509 roku Hennig z Brzeźna został sędzią świdwińskim również dzięki księciu Joachimowi i margrabiemu Albrechtowi.
3 października 1812 roku spłonął we wsi kościół ewangelicki, nową świątynię zbudowano dopiero w roku 1861.
W 1824 roku nastąpiło uwłaszczenie ośmiu rolników. Każdy z nich oddał połowę ziemi w zamian za prawo własności.
W 1882 roku Brzeźno liczyło 678 hektarów, w 1899 roku 300 hektarów majątku  rozparcelowano na mniejsze gospodarstwa chłopskie. 
W roku 1938 wieś zamieszkiwało 358 osób, jednak po II wojnie światowej Niemcy zostali zmuszeni do jej opuszczenia. 5 marca 1945 roku do miejscowości wkroczyły wojska Armii Czerwonej, w tym samym roku utworzono tam posterunek Milicji Obywatelskiej.
W latach 1954–1972 wieś należała i była siedzibą władz gromady Brzeźno.
W 1965 roku wybudowano ośrodek zdrowia. Rok później powstała filia świdwińskiego Państwowego Ośrodka Maszynowego. W 1967 roku została ukończona instalacja wodociągowa. Dwa lata później powstała szkoła przysposobienia rolniczego. Ponadto we wsi utworzono m.in. ochotniczą straż pożarną, Gminną Spółdzielnię „Samopomoc Chłopska”, kilka sklepów i zakładów rzemieślniczych.